# Tegernheim
Tegernheim település Németországban, azon belül Bajorországban. Lakosainak száma 5868 fő (2023. december 31.).

## Népesség
A település népessége az elmúlt években az alábbi módon változott:
| Lakosok száma | 511  | 1667 | 3542 | 3633 | 5105 | 5274 | 5413 | 5513 | 5554 | 5868 |
|               | 1875 | 1950 | 1975 | 1987 | 2012 | 2014 | 2016 | 2017 | 2021 | 2023 |